# Marie Lindgren
Ingrid Marie Lindgren, född 26 mars 1970 i Burträsk församling i Västerbotten, är en svensk freestyleåkare som tävlade för UHSK Umeå skidklubb (tidigare Umeå-Holmsund Skidklubb).
Har bakgrund inom gymnastik och började utöva freestyle skidåkning när hon flyttade till Umeå.
Vid OS i Lillehammer 1994 tog hon en silvermedalj i damernas freestylehopp (Aerials). OS-medaljen var den första någonsin inom svensk freestyleåkning. Hon kom även tvåa i samma tävling vid OS i Albertville två år tidigare då hopp var med som uppvisningsgren.
Vid VM i Lake Placid (USA) 1991 kom hon på fjärde plats, vid VM i Altenmarkt-Zauchensee (AUT) 1993 kom hon två och vid VM i La Clusaz (FRA) 1995 kom hon tvåa.
Under sin karriär tävlade hon 68 gånger i världscupen där hon var topp tre vid 20 tillfällen och vann vid tre tillfällen; Breckenridge (USA) 1991, Altenmarkt-Zauchensee (AUT) 1992 och Altenmarkt-Zauchensee (AUT) 1994.
Hon vann totalt sex SM-guld i hopp 1991-96.
1994 erhöll Lindgren Svenska Skidförbundets hederstecken som tilldelas framgångsrika utövare.
Efter idrottskarriären utbildade sig Lindgren till lärare i idrott och hälsa vid Gymnastik och Idrottshögskolan (GIH) i Stockholm, där hon år 2000 tog examen.
År 2020 är Lindgren verksam som tränare i Värmdö Freestyle MT som är en idrottsförening i Stockholm med inriktning puckelpist.